# Apamea oriens
Apamea oriens là một loài bướm đêm trong họ Noctuidae.